# Мэлдуб
Мэлдуб (умер в 673 году) — отшельник, игумен из Малмесбери. День памяти — 17 мая.
Святой Мейлдульф (Maildulf), или Мэлдуб (Maeldubh) был одним из ирландцев, которые отправились распространять Благую Весть в Англии. Он стал вести отшельническую жизнь в лесных краях на северо-востоке Уилтшира. Пожив некоторое время в уединении, святой Мэлдуб собрал окрестных детей для обучения. По прошествии времени его отшельническая хижина стала школой, в которой среди прочих учеников был святой Альдхельм (Aldhelm, память 25 мая). Святой скончался в монастыре Мальмсбери, сообществе учёных, впоследствии ставшем весьма известным.